# Boris Chapochnikov
Pour les articles homonymes, voir Chapochnikov.
Boris Mikhaïlovitch Chapochnikov (en russe : Борис Михайлович Шапошников), né le 20 septembre 1882 (2 octobre dans le calendrier grégorien) à Zlatooust et mort le 26 mars 1945 à Moscou, est un maréchal soviétique.

## Officier de l'armée du tsar
Chapochnikov est fils d'une institutrice et d'un petit employé de l'usine de spiritueux de Petropavlovka où il passe son enfance. Il est éduqué au lycée technique de Perm, puis entre à l'académie militaire Alexis dont il sort sous-lieutenant en 1903. Il est envoyé en Asie moyenne et sert à Tachkent. Il est envoyé en 1907 par ses supérieurs à la prestigieuse Académie militaire impériale Nicolas de Saint-Pétersbourg qui forme les futurs officiers d'état-major, et en sort en 1910. Il est colonel de l'Armée impériale pendant la Première Guerre mondiale, mais il se rallie au régime issu de la Révolution d'Octobre en 1918.

## Carrière dans l'Armée rouge
Le passé d'officier supérieur de l'armée impériale de Chapichnikov n'entrave pas sa carrière militaire. Avec Broussilov, il est parmi les officiers les plus gradés de l'ancienne armée impériale à servir au sein de l'Armée rouge, les voenspetsy, et à atteindre le niveau le plus élevé.
Dans les années 1930, adversaire de Mikhaïl Toukhatchevski, adepte de la stratégie des divisions blindées, il remplace celui-ci comme chef d'état-major général en mai 1937. Staline use de la rivalité entre les deux hommes et fait participer Chapochnikov au Conseil de guerre qui condamne Toukhatchevski à mort pour trahison, le 11 juin 1937. Ceci, en plus de sa santé fragile, lui sauve peut-être la vie pendant les Grandes Purges.
Chapochnikov, excellent administrateur, reçoit de Staline la charge de la réorganisation de l'Armée rouge en 1939, après les grandes purges. Il obtient la libération du Goulag de 4 000 officiers indispensables pour cette opération, dont celle de Constantin Rokossovski. 
Il prépare ensuite un plan d'invasion de la Finlande, écarté par Vorochilov comme trop prudent : l'échec de la guerre d'Hiver, qui ne lui incombe en rien, renforce sa position vis-à-vis de Staline, mais est remplacé par Joukov comme chef de l'état-major en août 1940 pour des raisons de santé. Il remplace à nouveau Joukov comme chef de l'état-major général après l'attaque allemande, le 30 juillet 1941, mais quitte ses fonctions en juillet 1942 toujours pour des raisons de santé ; Alexandre Vassilievski lui succède. 
Il est l'auteur d'un livre, Le Cerveau de l'Armée (Mozg armii, 1927), que Staline disait avoir en permanence sur son bureau et dont la lecture sera rendue obligatoire pour tous les officiers. Les trois volumes de cet ouvrage militaire analysent le théâtre des opérations militaires de la Première Guerre mondiale et tout particulièrement la stratégie des forces armées austro-hongroises, notamment celle du maréchal von Hötzendorf. En juin 1943, il est nommé chef de l'Académie militaire de l'état-major. Entre 1937 et sa mort, il est également député du 1er soviet suprême de l'Union soviétique de l'oblast de Moscou.
Assez curieusement, il fut le seul officier général avec Joukov respecté par Staline, probablement à cause de sa compétence ; quand il lui adressait la parole, il usait toujours du prénom avec le patronyme, Boris Mikhaïlovitch, selon la marque traditionnelle de respect en russe. Il mourut de maladie avant la fin de la Seconde Guerre mondiale. Le général, orthodoxe fervent, fut enterré selon le rite orthodoxe, et Staline assista aux obsèques de son conseiller. Il fut inhumé dans la nécropole du mur du Kremlin. Sa femme est morte en 1975. 
Un destroyer soviétique, puis russe, porte son nom, le 'Maréchal Chapochnikov'.

## Décorations
- ordre de Souvorov
- ordre de Saint-Vladimir de 4e classe (02.11.1914)
- ordre de Sainte-Anne de 2e classe (01.11.1916)
- ordre de Sainte-Anne de 3e classe (1915)
- ordre de Sainte-Anne de 4e classe (26.10.1914)
- ordre de Saint-Stanislas de 3e classe (22.07.1916)
- ordre de Lénine (31.12.1939, 03.10.1942, 21.02.1945)
- ordre du Drapeau rouge (14.10.1921, 03.11.1944)
- ordre de l'Étoile rouge (15.01.1934, 22.02.1938)
- médaille pour la Défense de Moscou (01.05.1944)